# Dacus yangambinus
Dacus yangambinus är en tvåvingeart som beskrevs av Munro 1984. Dacus yangambinus ingår i släktet Dacus och familjen borrflugor.
Artens utbredningsområde är Kongo. Inga underarter finns listade i Catalogue of Life.